# Gustav Stemann
Carl Gustav Wilhelm Heinrich Stemann (født 15. september 1845 i Ærøskøbing, død 27. december 1929 i Haderslev) var en dansk embedsmand og historiker, gift med Helga Stemann og far til Ingeborg, Johan Daniel og Paul Christian von Stemann.
Han var søn af Ernst Stemann. Stemann blev student fra Metropolitanskolen 1865, cand. jur. 1872 og efter ansættelse i Indenrigsministeriet borgmester i Randers 1885. Han blev stiftamtmand i Ribe 1899, fra hvilken stilling han afgik 1921. Foruden at være en meget dygtig og repræsentativ embedsmand var Stemann stifter af det første historiske amtssamfund (Ribe Amt) og har fundet lejlighed til at gøre et historisk-videnskabeligt arbejde ved at skrive afhandlinger om Randers’ og Ribes historie og navnlig ved sammen med dr. phil. Johannes Lindbæk at udgive værket: De danske Helligaandsklostre (1906).